# Stelling van Glivenko–Cantelli
De stelling van Glivenko–Cantelli is een stelling uit de kansrekening die het  asymptotische gedrag beschrijft van de empirische verdelingsfunctie bij toenemende steekproefomvang. De stelling werd in 1933 geformuleerd door Valeri Ivanovič Glivenko en Francesco Paolo Cantelli.

## Stelling van Glivenko–Cantelli
Stel {\displaystyle X_{1},X_{2},\dots } zijn onderling onafhankelijke en identiek verdeelde toevalsvariabelen. Dan convergeert de empirische verdelingsfunctie {\displaystyle F_{n}} van de eerste n X-en met toenemende n bijna zeker naar de gemeenschappelijke verdelingsfunctie {\displaystyle F}.
{\displaystyle \|F_{n}-F\|_{\infty }=\sup _{x\in R}|F_{n}(x)-F(x)|\ \to \ 0\ } (bijna zeker).
Volgens de wet van de grote aantallen convergeert de empirische verdelingsfunctie  puntsgewijs bijna zeker naar de verdelingsfunctie, dat wil zeggen voor alle {\displaystyle x} geldt:
{\displaystyle F_{n}(x)\to F(x)}  (bijna zeker).
De stelling van Glivenko-Cantelli laat zien dat de convergentie ook uniform is.